# Mataruge (Czarnogóra)
Mataruge (cyr. Матаруге) – wieś w Czarnogórze, w gminie Pljevlja. W 2011 roku liczyła 189 mieszkańców.